# Ursulinische Wenzao-Universität für Fremdsprachen

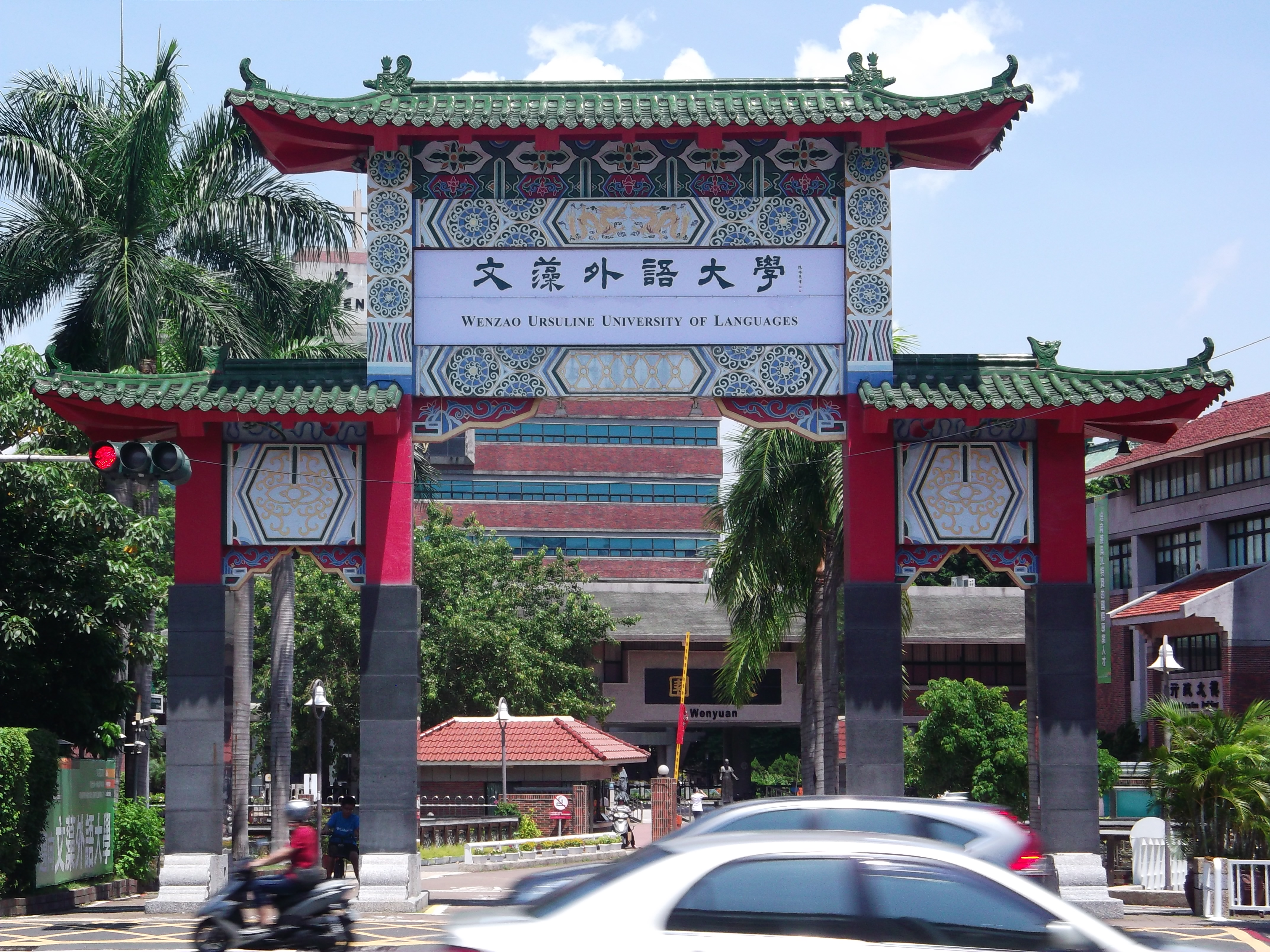
Torbogen

Die private Ursulinische Wenzao-Universität für Fremdsprachen (chinesisch 文藻外語大學, Pinyin Wénzǎo Wàiyǔ Dàxué, engl.: Wenzao Ursuline University of Languages) in der Stadt Kaohsiung ist die einzige Fremdsprachen-Hochschule Taiwans. Im März 2024 waren in sämtlichen Studiengängen insgesamt 6.887 Studenten eingeschrieben.

## Geschichte
Die Hochschule wurde im Jahr 1966 unter dem Namen Wenzao-College (chin. 文藻外語學院 Wenzao Waiyu Xueyuan) von Schwestern des katholischen Ursulinenordens in der südtaiwanischen Stadt Kaohsiung gegründet, um junge Menschen mit guten Fremdsprachenkenntnissen auszubilden, und ist nach dem ersten chinesischen Bischof Lo Wenzao (1616–1691) benannt. Bis 1980 wurden nur Mädchen aufgenommen. Im Jahr 1999 wurde das bisherige fünfjährige Grundstudium (Junior College) durch ein zweijähriges Aufbaustudium (Senior College) mit dem Bachelor-Abschluss ergänzt. Seit 2003 gibt es zudem einen vierjährigen Fachhochschul-Studiengang in den angebotenen Fremdsprachen, der ebenfalls mit dem Bachelor abschließt. Nach Evaluierung durch das Erziehungsministerium erhielt die Institution den Rang einer Universität und wurde am 1. August 2013 in Wenzao-Universität für Fremdsprachen umbenannt.

## Studiengänge und Studienfächer
Die Universität bietet folgende Studiengänge an:
| Bezeichnung                               | Studiendauer         | Abschluss  |
| ----------------------------------------- | -------------------- | ---------- |
| Junior College                            | 5 Jahre              | Fachabitur |
| Senior College (Aufbaustudiengang)        | 2 Jahre              | Bachelor   |
| Fachhochschule                            | 4 Jahre              | Bachelor   |
| Masterstudiengänge (in einzelnen Fächern) | in der Regel 2 Jahre | Master     |

Folgende Fächer können studiert werden:
- Übersetzen und Dolmetschen
- Fremdsprachen-Didaktik
- Angewandtes Chinesisch
- Japanisch
- Deutsch
- Englisch
- Französisch
- Spanisch
- Internationale Angelegenheiten
- Internationale Wirtschaft
- Digitale Kommunikation
- Kunst und Medien

Weitere Einrichtungen umfassen unter anderem ein EU-Informationszentrum sowie Zentren für Fremdsprachen-Diagnostik, Lehrerfortbildung und allgemeine Weiterbildung. Das Chinesisch-Zentrum des Wenzao bietet Chinesischkurse für ausländische Studenten an.

## Campus

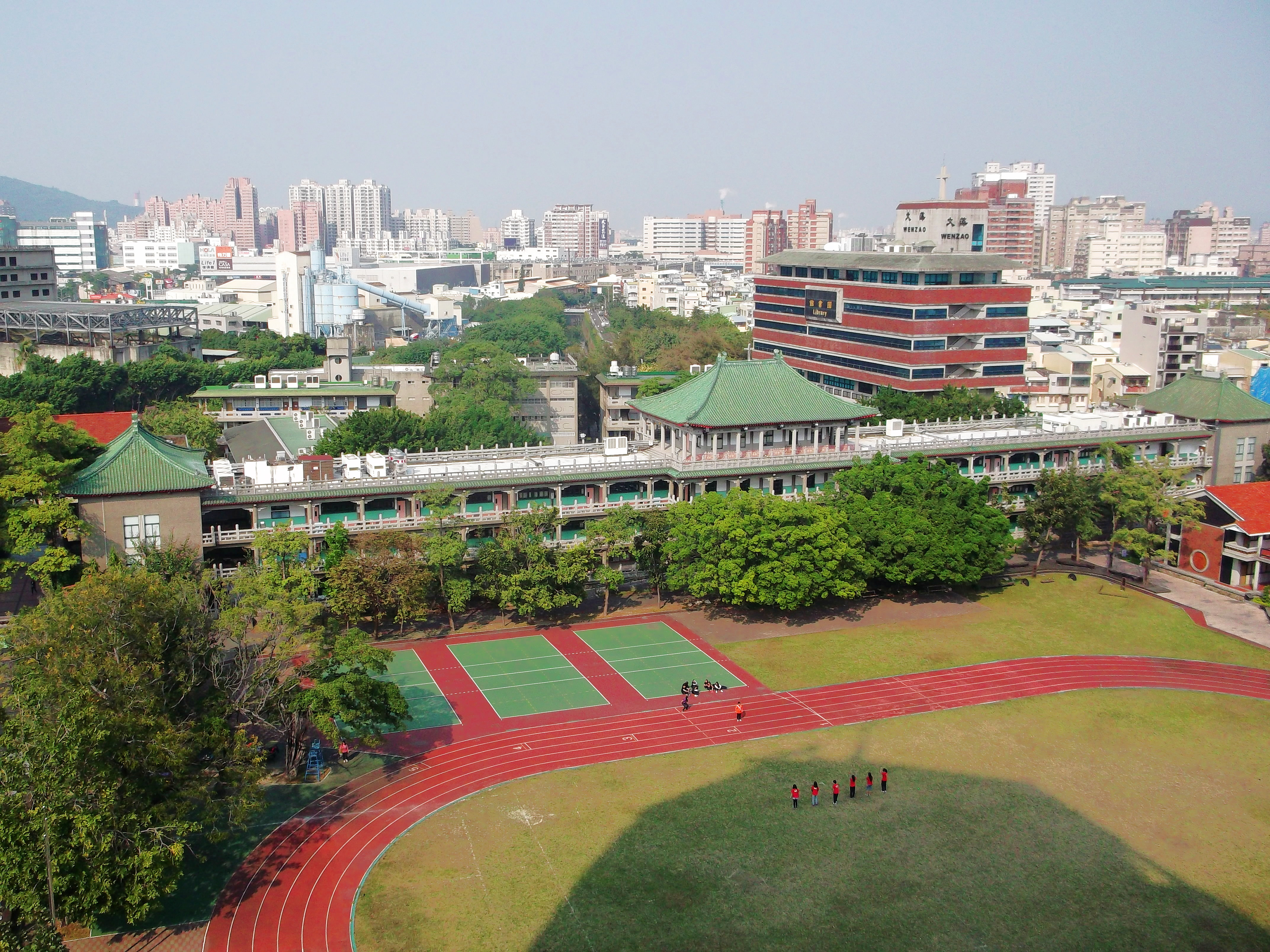
Der Campus von oben betrachtet

Die Architektur der Gebäude besteht aus einer Mischung traditioneller chinesischer und moderner Elemente. Die beiden ältesten Gebäude, das Zhengqi-Gebäude und das Lourdes-Gebäude, sind dreistöckig und lehnen sich in ihrer Gestaltung an den traditionellen chinesischen Stil an. Im Zentrum des Campus befindet sich ein kleiner Sportplatz.
Die ständige Umgestaltung und Erweiterung der Hochschule machte den Bau einer Reihe neuer, höherer Gebäude notwendig. Das höchste Gebäude ist mit 16 Stockwerken das Zhishan-Gebäude. Weitere Einrichtungen umfassen die Bibliothek, eine Sporthalle, die Huayu-Aula, Konferenzräume, eine Mensa und Wohnheime für Studenten, Lehrkräfte und Gäste.
Von der Geschichte des Wenzao als katholischer Bildungseinrichtung zeugen die Yongsu-Kapelle, in der regelmäßig Messen gehalten werden, sowie das St.Angela-Konvent, in dem noch immer Schwestern des Ursulinenordens leben. Alljährlich zum Weihnachtsfest präsentiert sich der gesamte Campus mit Lichterketten und einem überdimensionalen geschmückten Weihnachtsbaum, neben dem traditionell eine bunte Krippe aufgebaut wird.

## Universitätsmotto
„Verehre das Göttliche, liebe die Menschen“

## Abbildungen

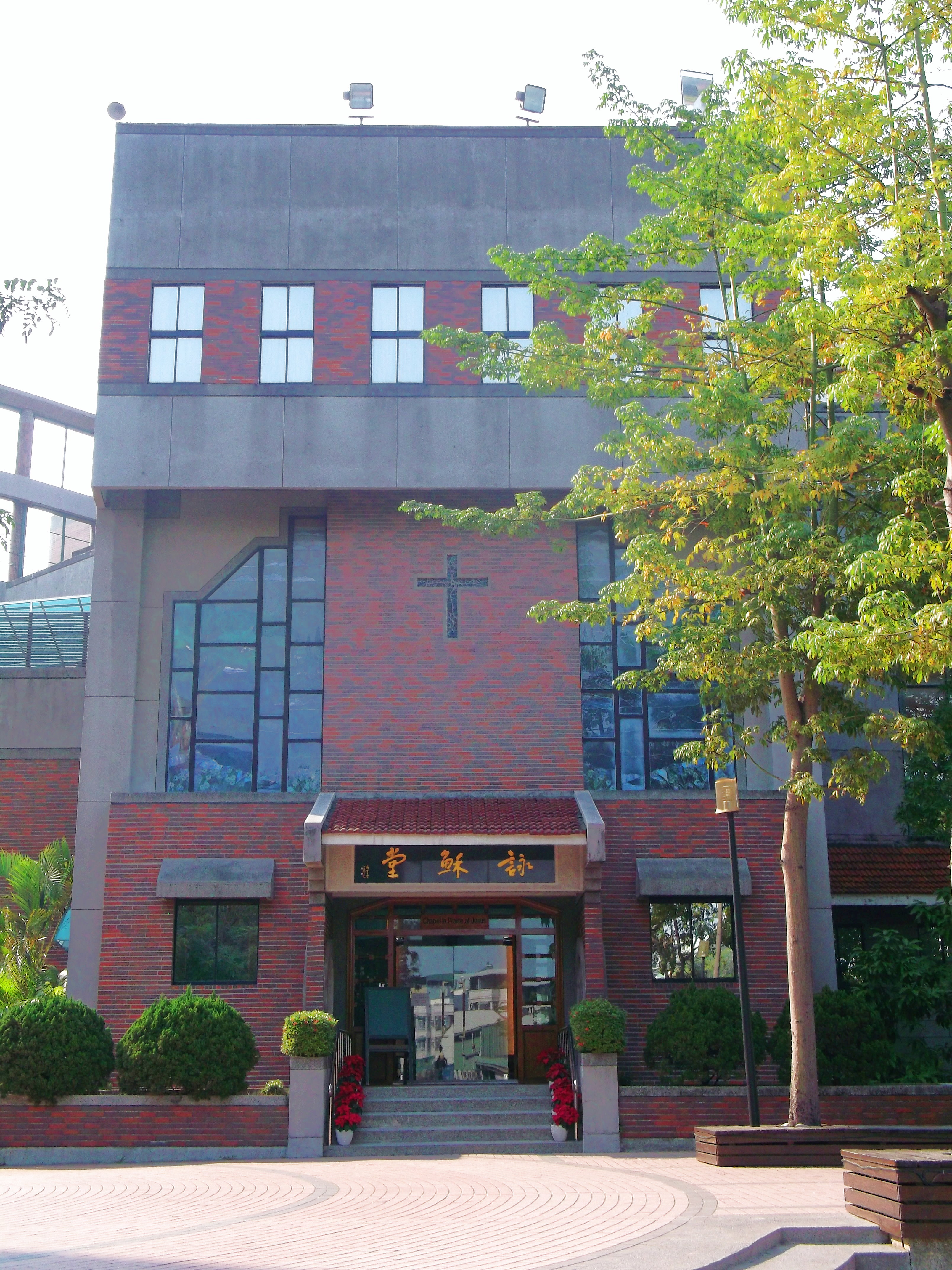
Die Yongsu-Kapelle
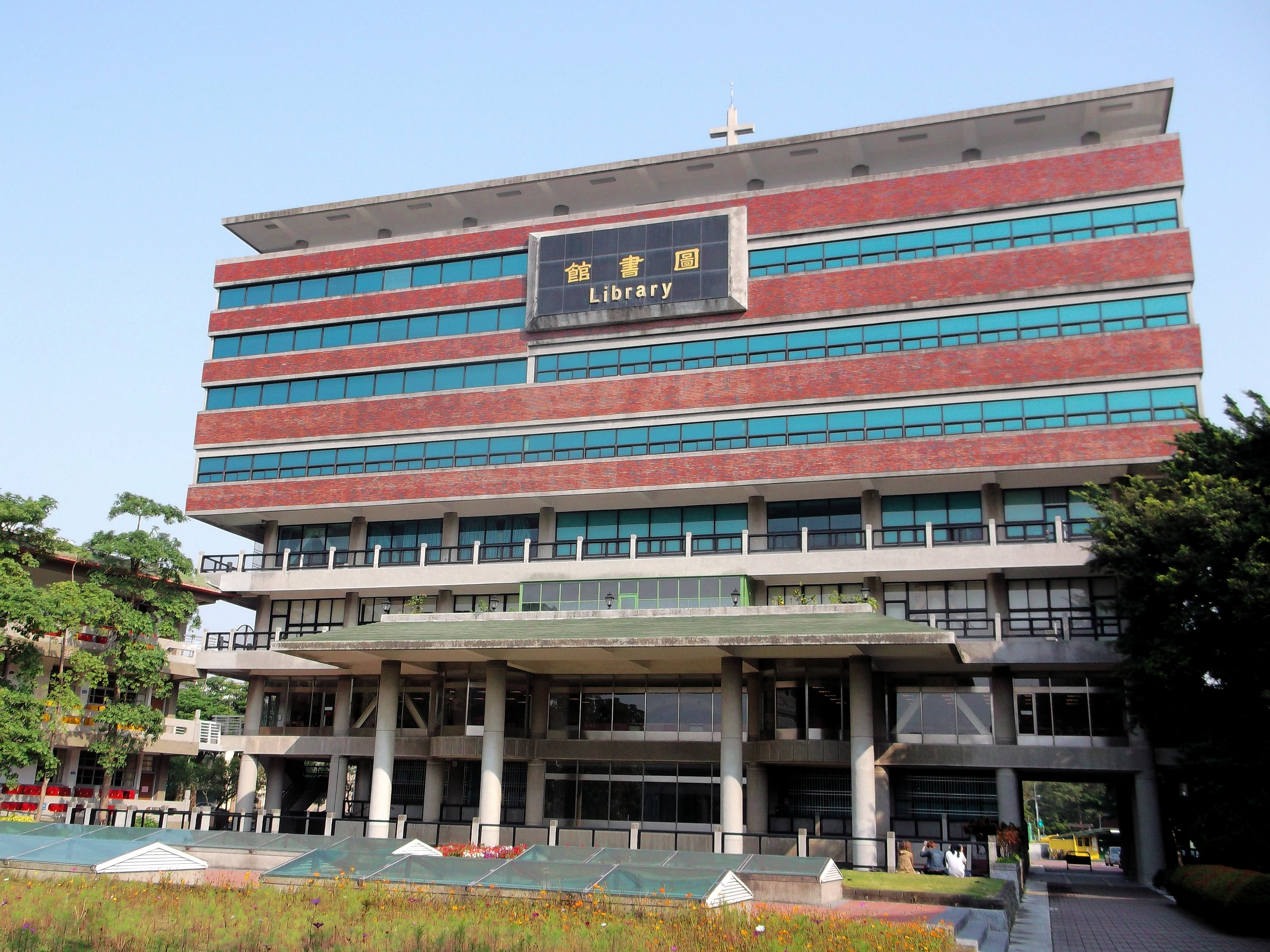
Bibliothek
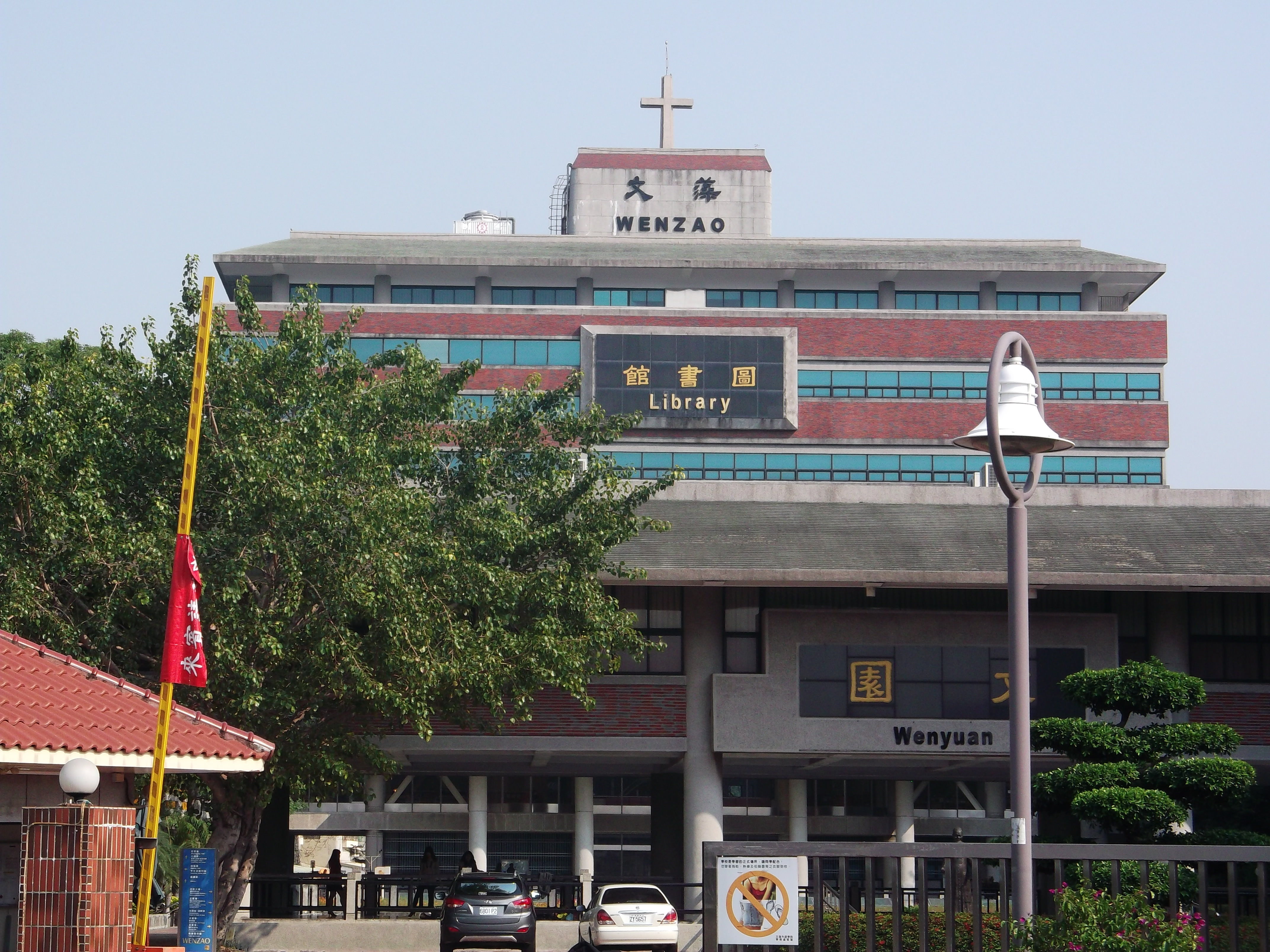
Blick vom Haupteingang auf die Bibliothek